# Dziobogłowiec
Dziobogłowiec (Berardius) – rodzaj ssaków z rodziny zyfiowatych (Ziphiidae).

## Rozmieszczenie geograficzne
Rodzaj obejmuje gatunki występujące w wodach półkuli południowej i w północnym Oceanie Spokojnym.

## Morfologia
Długość ciała 800–1200 cm; masa ciała 9000–12000 kg.

## Systematyka
Rodzaj zdefiniował w 1851 roku francuski zoolog Georges Louis Duvernoy w artykule zatytułowanym Rozprawa na temat cech osteologicznych nowych rodzajów lub gatunków waleni żywych lub kopalnych opublikowanym na łamach Annales des Sciences Naturelles. Gatunkiem typowym jest (oryginalne oznaczenie) dziobogłowiec południowy (B. arnuxii).

### Etymologia
- Berardius (Berardus): Auguste Bérard (1802–1846), kapitan (późniejszy admirał) francuskiej marynarki wojennej, dowódca korwety „Ren”, na której podczas rejsu, zebrano holotyp[9].
- Rostrifer: łac. rostrum ‘dziób, pysk’[10]; -fera ‘noszący’, od ferre ‘nosić’[11]. Typ nomenklatoryczny (oznaczenie monotypowe): Rostrifer nestoresmirnovi Zenkovicz, 1947 (= Berardius bairdii Stejneger, 1883).

### Podział systematyczny
Do rodzaju należą następujące występujące współcześnie gatunki:
| Grafika | Gatunek           | Autor i rok opisu                                                      | Nazwa zwyczajowa         | Podgatunki         | Rozmieszczenie geograficzne | Podstawowe wymiary                  | Status IUCN |
| ------- | ----------------- | ---------------------------------------------------------------------- | ------------------------ | ------------------ | --- | ----------------------------------- | ----------- |
|         | Berardius bairdii | Stejneger, 1883                                                        | dziobogłowiec północny   | gatunek monotypowy | chłodniejsze wody północnego Oceanu Spokojnego, na północ do płytkich wód Morza Beringa, na południe do południowej Japonii na zachodzie i Kalifornii Dolnej (Meksyk) na wschodzie; południowa granica w środkowym Ocenie Spokojnym niejasna                                     | DC: 1000–1200 cm MC: 10000–12000 kg | LC          |
|         | Berardius arnuxii | Duvernoy, 1851                                                         | dziobogłowiec południowy | gatunek monotypowy | subantarktyczne i antarktyczne wody od Ameryki Południowej, Południowej Afryki, południowej Australii i północnej Nowej Zelandii do Antarktydy | DC: 800–930 cm MC: około 9000 kg    | LC          |
|         | Berardius minimus | T.K. Yamada, Kitamura, S. Abe, Tajima, Matsuda, Mead & Matsuishi, 2019 |                          | gatunek monotypowy | znany z północnego Oceanu Spokojnego u wybrzeży północnego Hokkaido w Japonii (40–60° szerokości geograficznej północnej) i wysp na zachód od Alaski (od 140° szerokości geograficznej wschodniej do 160° szerokości geograficznej zachodniej); prawdopodobnie dalej na południe | DC: 630–690 cm MC: brak danych      | NT          |

Kategorie IUCN:  LC  – gatunek najmniejszej troski,  NT  – gatunek bliski zagrożenia.
Opisano również mioceński gatunek wymarły:
- Berardius kobayashii Kawatani & Kohno, 2021